# Michael Dennis
Michael Dennis (ur. 31 sierpnia 1944 w Raetihi) – nowozelandzki narciarz alpejski, olimpijczyk.
Na zimowych igrzyskach olimpijskich w Grenoble wystartował w slalomie gigancie zajmując 74. miejsce, w slalomie zaś odpadł w eliminacjach.